# Club Atlético Sarmiento (Resistência)
O Club Atlético Sarmiento, também conhecido como Sarmiento de Resistência, é um clube esportivo argentino da cidade de Resistência, capital da província de Chaco. Foi fundado em 24 de setembro de 1910, suas cores são o vermelho e o amarelo. Entre as muitas atividades esportivas praticadas no clube, a principal é o futebol, onde atualmente participa do Torneo Federal A, a terceira divisão do futebol argentino para as equipes indiretamente afiliadas à Associação do Futebol Argentino (AFA), sendo representante da Liga Chaqueña de Fútbol através do Conselho Federal do Futebol Argentino (CFFA).[carece de fontes?] Entre as outras disciplinas do clube, temos o basquete, vôlei, hóquei, tênis, taekwondo, caratê e natação. Seu estádio é o Centenário, que também fica em Resistência, tem capacidade para 22.026 espectadores.

## Vôlei
Liga A1
- Terceiro lugar: 2013-14
- Quarto lugar: 2012-13